# Ligne de Miskolc à Hidasnémeti
La Ligne de Miskolc à Košice par Hidasnémeti ou ligne 90 est une ligne de chemin de fer de Hongrie. Elle relie Miskolc à Hidasnémeti. La ligne 169 continue en Slovaquie vers Košice.